# La Selle-Craonnaise

La Selle-Craonnaise este o comună în departamentul Mayenne, Franța. În 2009 avea o populație de 931 de locuitori.